# Vasco Live Kom 011: The complete edition
Vasco Live Kom 011: The complete edition è un album live di Vasco Rossi, pubblicato nel 2012 e registrato in occasione dei quattro concerti tenuti il 16, 17, 21 e 22 giugno 2011 allo Stadio San Siro di Milano.

## Il disco
La copertina mostra l'artista in un momento durante il concerto: Vasco è di spalle, appoggiato al suo microfono e stretto nel suo giubbotto di pelle.
L'album ha debuttato direttamente al primo posto della Classifica FIMI Album e in due settimane ha raggiunto il disco d'oro; a dicembre è stato certificato disco di platino per le oltre 60 000 copie vendute. Alla fine del 2013 è stato certificato Doppio Platino per le oltre 120 000 copie.
I quattro concerti sono stati sold out e hanno fatto registrare il record di incassi del primo semestre del 2011.
Il prodotto è in tre formati:
- 2 CD contenenti tutto il concerto più 1 DVD con il film del concerto girato a San Siro da Swan;
- 2 CD più 2 DVD, con il secondo di questi ultimi intitolato Europe Road Movie contenente materiale girato durante lo Europe Indoor tour del 2010, che ha visto tappa a Londra, Bruxelles, Zurigo e Berlino; è presente inoltre il backstage del tour Live Kom 011;
- 1 blu-ray.

Il concerto è stato proiettato in anteprima nazionale nei cinema nei giorni 22 e 23 novembre.

## Tracce

### CD1
1. Intro Live Kom 011 - 2:11
2. Sei pazza di me - 3:51
3. Non sei quella che eri - 3:52
4. Starò meglio di così - 5:07
5. Giocala - 4:00
6. Rock'n'roll Show - 3:51
7. Dici che - 6:50
8. Vivere o niente - 4:10
9. Siamo soli - 4:13
10. Manifesto futurista della nuova umanità - 5:35
11. Interludio Live Kom 011 - 9:40
12. Alibi - 6:05
13. La fine del millennio - 4:36

### CD2
1. Gli spari sopra - 3:52
2. Non l'hai mica capito - 3:45
3. L'aquilone - 5:16
4. Eh... già - 3:51
5. Medley Dance Live Kom 011: Rewind / Ti prendo e ti porto via / Gioca con me / Delusa - 9:16
6. Canzone - 4:22
7. Vivere non è facile - 6:14
8. Guarda dove vai - 10:00
9. Un senso - 6:06
10. Vita spericolata - 2:10
11. Albachiara - 7:36
12. I soliti (Studio Bonus Track) - 3:39

### DVD
1. Intro Live Kom 011
2. Sei pazza di me
3. Non sei quella che eri
4. Starò meglio di così
5. Giocala
6. Rock 'n roll show
7. Dici che
8. Vivere o niente
9. Siamo soli
10. Manifesto futurista della nuova umanità
11. Interludio
12. Alibi
13. La fine del millennio
14. Gli spari sopra
15. Non l'hai mica capito
16. L'aquilone
17. Eh... già
18. Medley dance
19. Canzone
20. Vivere non è facile
21. Guarda dove vai
22. Un senso
23. Vita spericolata
24. Albachiara

## Europe Road Movie
1. LONDON: Un gran bel film, Ieri ho sgozzato mio figlio, Cosa vuoi da me, La nostra relazione, Gli angeli
2. BRUXELLES: Domenica lunatica, Anima fragile,Io perderò, Interludio
3. ZURIGO:Sono ancora in coma, Delusa, Quanti anni hai, Stupendo, Deviazioni
4. BERLINO: Il mondo che vorrei, Medley (Sally, Faccio il militare, Colpa d'Alfredo, Tango della gelosia, Dillo alla luna, Incredibile romantica, Una canzone per te), Vita spericolata, Canzone, Albachiara